# 廓爾喀-錫克戰爭
廓爾喀-錫克戰爭，是1809年尼泊爾的廓爾喀王國和印度錫克帝國之間的小規模衝突。
廓爾喀與錫克帝國之間的對抗起源於尼泊爾王國的Mukhtiyar比姆森·塔帕的擴張政策。印度的庫馬因王國於1791年併入尼泊爾，同時廓爾喀欲把王國擴張至薩特萊傑河。這次遠征交給了Kaji阿馬爾·辛格·塔帕。1807年，位於薩特萊傑河西岸的坎格拉堡壘被圍困到1809年初，儘管堡壘仍然存在，但大部分附近的土地已被併入尼泊爾。坎格拉的拉者桑薩爾·昌德逃往錫克帝國之中。
最初，錫克帝國大公蘭季德·辛格不願協助坎格拉的統治者，但尼泊爾人向克什米爾谷地進發卻改變了主意。克什米爾當時實際上是一個獨立的領土，被派系所分裂，錫克教徒和廓爾喀斯人也同時垂涎。錫克帝國統治者派出一支部隊，於1809年8月24日包圍坎格拉，並迫使廓爾喀部隊穿越薩特萊傑河。蘭季德·辛格（R隨後向阿瑪爾·辛格·塔帕（Amar Singh Thapa）發送了一項提案，以使薩特萊傑河成為兩國之間的邊界。阿瑪爾將提案轉發給加德滿都宮廷，但比姆森·塔帕拒絕了。
後來兩國都中止了擴張計劃，戰爭結束了。